# Saison 2023-2024 des Suns de Phoenix
La saison 2023-2024 des Suns de Phoenix est la 56e saison de la franchise en National Basketball Association (NBA).
Le 14 avril, les Suns se qualifient pour les playoffs.
Le 28 avril, ils sont éliminés par les Timberwolves du Minnesota au premier tour des playoffs (0-4).

## Draft
| Tour | Choix | Joueur         | Poste | Nationalité | Provenance       |
| ---- | ----- | -------------- | ----- | ----------- | ---------------- |
| 2    | 52    | Toumani Camara | SF/PF | Belgique    | Flyers de Dayton |

## Matchs

### Summer League
| Summer League Total: 2-3 |

| Match | Date match | Équipe              | Score    | Meilleur marqueur    | Meilleur rebondeur   | Meilleur passeur    | Lieux Spectateurs      | Série |
| ----- | ---------- | ------------------- | -------- | -------------------- | -------------------- | ------------------- | ---------------------- | ----- |
| 1     | 8 juillet  | Milwaukee           | D 75-84  | Toumani Camara (20)  | Toumani Camara (8)   | Grant Sherfield (6) | Cox Pavilion 0         | 0 - 1 |
| 2     | 10 juillet | Miami               | V 73-70  | Barry Brown Jr. (14) | Gabe Brown (7)       | Grant Sherfield (5) | Thomas & Mack Center 0 | 1 - 1 |
| 3     | 11 juillet | La Nouvelle-Orléans | D 73-82  | Hunter Hale (21)     | Trey Jemison (11)    | Grant Sherfield (5) | Cox Pavilion 0         | 1 - 2 |
| 4     | 14 juillet | Utah                | D 93-97  | Grant Sherfield (23) | Toumani Camara (7)   | Toumani Camara (4)  | Cox Pavilion 0         | 1 - 3 |
| 5     | 15 juillet | Memphis             | V 102-79 | Toumani Camara (20)  | Camara, Jemison (10) | Jordan Usher (5)    | Thomas & Mack Center 0 | 2 - 3 |

### Pré-saison
| Pré-saison Total: 4-1 (Domicile : 1-1; Extérieur : 3-0) |

| Match | Date match | Équipe        | Score          | Meilleur marqueur   | Meilleur rebondeur | Meilleur passeur   | Lieux Spectateurs           | Série |
| ----- | ---------- | ------------- | -------------- | ------------------- | ------------------ | ------------------ | --------------------------- | ----- |
| 1     | 8 octobre  | @ Détroit     | V 130-126 (OT) | Grayson Allen (18)  | Drew Eubanks (8)   | Saben Lee (4)      | Little Caesars Arena 15 062 | 1 - 0 |
| 2     | 10 octobre | Denver        | D 107-115      | Josh Okogie (17)    | Josh Okogie (6)    | Saben Lee (9)      | Footprint Center 17 071     | 1 - 1 |
| 3     | 12 octobre | @ Portland    | V 122-111      | Eric Gordon (20)    | Udoka Azubuike (9) | Kevin Durant (6)   | Moda Center 17 713          | 2 - 1 |
| 4     | 16 octobre | Portland      | V 117-106      | Booker, Durant (19) | Jordan Goodwin (8) | Booker, Durant (4) | Footprint Center 17 071     | 3 - 1 |
| 5     | 19 octobre | @ L.A. Lakers | V 123-100      | Kevin Durant (21)   | Drew Eubanks (9)   | Drew Eubanks (6)   | Acrisure Arena 10 203       | 4 - 1 |

### Saison régulière
| Saison régulière Total: 49-33 (Domicile : 25-16; Extérieur : 24-17) |

| Match | Date match | Équipe         | Score     | Meilleur marqueur | Meilleur rebondeur | Meilleur passeur  | Lieux Spectateurs       | Série |
| ----- | ---------- | -------------- | --------- | ----------------- | ------------------ | ----------------- | ----------------------- | ----- |
| 1     | 24 octobre | @ Golden State | V 108-104 | Devin Booker (32) | Jusuf Nurkić (14)  | Devin Booker (8)  | Chase Center 18 064     | 1 - 0 |
| 2     | 26 octobre | @ L.A. Lakers  | D 95-100  | Kevin Durant (39) | Kevin Durant (11)  | Grayson Allen (4) | Crypto.com Arena 18 997 | 1 - 1 |
| 3     | 28 octobre | Utah           | V 126-104 | Kevin Durant (26) | Jusuf Nurkić (7)   | Kevin Durant (7)  | Footprint Center 17 071 | 2 - 1 |
| 4     | 31 octobre | San Antonio    | D 114-115 | Kevin Durant (26) | Jusuf Nurkić (12)  | Kevin Durant (7)  | Footprint Center 17 071 | 2 - 2 |

| Match                                                                      | Date match  | Équipe         | Score           | Meilleur marqueur   | Meilleur rebondeur  | Meilleur passeur   | Lieux Spectateurs            | Série  |
| -------------------------------------------------------------------------- | ----------- | -------------- | --------------- | ------------------- | ------------------- | ------------------ | ---------------------------- | ------ |
| 5                                                                          | 2 novembre  | San Antonio    | D 121-132       | Devin Booker (31)   | Devin Booker (9)    | Devin Booker (13)  | Footprint Center 17 071      | 2 - 3  |
| 6                                                                          | 4 novembre  | @ Philadelphie | D 100-112       | Kevin Durant (31)   | Jusuf Nurkić (9)    | Jusuf Nurkić (5)   | Wells Fargo Center 19 796    | 2 - 4  |
| 7                                                                          | 5 novembre  | @ Détroit      | V 120-106       | Kevin Durant (41)   | Goodwin, Okogie (7) | Eric Gordon (8)    | Little Caesars Arena 20 062  | 3 - 4  |
| 8                                                                          | 8 novembre  | @ Chicago      | V 116-115 (OT)  | Grayson Allen (26)  | Jusuf Nurkić (17)   | Kevin Durant (9)   | United Center 18 220         | 4 - 4  |
| 9                                                                          | 10 novembre | L.A. Lakers*   | D 119-122       | Kevin Durant (38)   | Trois joueurs (9)   | Jusuf Nurkić (7)   | Footprint Center 17 071      | 4 - 5  |
| 10                                                                         | 12 novembre | Oklahoma City  | D 99-111        | Kevin Durant (28)   | Kevin Durant (9)    | Bradley Beal (5)   | Footprint Center 17 071      | 4 - 6  |
| 11                                                                         | 15 novembre | Minnesota      | V 133-115       | Booker, Durant (31) | Kevin Durant (6)    | Kevin Durant (6)   | Footprint Center 17 071      | 5 - 6  |
| 12                                                                         | 17 novembre | @ Utah*        | V 131-128       | Kevin Durant (38)   | Kevin Durant (9)    | Devin Booker (15)  | Delta Center 18 206          | 6 - 6  |
| 13                                                                         | 19 novembre | @ Utah         | V 140-137 (2OT) | Kevin Durant (39)   | Jusuf Nurkić (12)   | Kevin Durant (10)  | Delta Center 18 206          | 7 - 6  |
| 14                                                                         | 21 novembre | Portland*      | V 120-107       | Kevin Durant (31)   | Jusuf Nurkić (12)   | Kevin Durant (9)   | Footprint Center 17 071      | 8 - 6  |
| 15                                                                         | 22 novembre | Golden State   | V 123-115       | Kevin Durant (32)   | Booker, Durant (8)  | Devin Booker (10)  | Footprint Center 17 071      | 9 - 6  |
| 16                                                                         | 24 novembre | @ Memphis*     | V 110-89        | Devin Booker (40)   | Jusuf Nurkić (11)   | Jusuf Nurkić (6)   | FedExForum 17 794            | 10 - 6 |
| 17                                                                         | 26 novembre | @ New York     | V 116-113       | Devin Booker (28)   | Jusuf Nurkić (10)   | Devin Booker (11)  | Madison Square Garden 19 812 | 11 - 6 |
| 18                                                                         | 29 novembre | @ Toronto      | D 105-112       | Kevin Durant (30)   | Jusuf Nurkić (14)   | Durant, Nurkić (6) | Scotiabank Arena 19 800      | 11 - 7 |
| *Matchs comptant pour la phase de groupe du NBA In-Season Tournament 2023. |             |                |                 |                     |                     |                    |                              |        |

| Match                                                                   | Date match   | Équipe         | Score     | Meilleur marqueur   | Meilleur rebondeur  | Meilleur passeur    | Lieux Spectateurs       | Série   |
| ----------------------------------------------------------------------- | ------------ | -------------- | --------- | ------------------- | ------------------- | ------------------- | ----------------------- | ------- |
| 19                                                                      | 1er décembre | Denver         | D 111-119 | Jusuf Nurkić (31)   | Grayson Allen (9)   | Kevin Durant (11)   | Footprint Center 17 071 | 11 - 8  |
| 20                                                                      | 2 décembre   | Memphis        | V 116-109 | Devin Booker (34)   | Devin Booker (10)   | Devin Booker (7)    | Footprint Center 17 071 | 12 - 8  |
| 21                                                                      | 5 décembre   | @ L.A. Lakers* | D 103-106 | Kevin Durant (31)   | Devin Booker (11)   | Devin Booker (6)    | Crypto.com Arena 18 664 | 12 - 9  |
| 22                                                                      | 8 décembre   | Sacramento     | D 106-114 | Devin Booker (28)   | Jusuf Nurkić (9)    | Devin Booker (7)    | Footprint Center 17 071 | 12 - 10 |
| 23                                                                      | 12 décembre  | Golden State   | V 119-116 | Devin Booker (32)   | Jusuf Nurkić (13)   | Booker, Nurkić (7)  | Footprint Center 17 071 | 13 - 10 |
| 24                                                                      | 13 décembre  | Brooklyn       | D 112-116 | Devin Booker (34)   | Jusuf Nurkić (22)   | Devin Booker (12)   | Footprint Center 17 071 | 13 - 11 |
| 25                                                                      | 15 décembre  | New York       | D 122-139 | Kevin Durant (29)   | Jusuf Nurkić (12)   | Booker, Goodwin (9) | Footprint Center 17 071 | 13 - 12 |
| 26                                                                      | 17 décembre  | Washington     | V 112-108 | Kevin Durant (28)   | Jusuf Nurkić (17)   | Devin Booker (8)    | Footprint Center 17 071 | 14 - 12 |
| 27                                                                      | 19 décembre  | @ Portland     | D 104-109 | Kevin Durant (40)   | Jusuf Nurkić (13)   | Devin Booker (7)    | Moda Center 18 233      | 14 - 13 |
| 28                                                                      | 22 décembre  | @ Sacramento   | D 105-120 | Kevin Durant (28)   | Udoka Azubuike (11) | Devin Booker (7)    | Golden 1 Center 17 794  | 14 - 14 |
| 29                                                                      | 25 décembre  | Dallas         | D 114-128 | Grayson Allen (32)  | Chimezie Metu (19)  | Devin Booker (10)   | Footprint Center 17 071 | 14 - 15 |
| 30                                                                      | 27 décembre  | @ Houston      | V 129-113 | Durant, Gordon (27) | Durant, Nurkić (10) | Kevin Durant (16)   | Toyota Center 18 055    | 15 - 15 |
| 31                                                                      | 29 décembre  | Charlotte      | V 133-119 | Devin Booker (35)   | Jusuf Nurkić (15)   | Kevin Durant (11)   | Footprint Center 17 071 | 16 - 15 |
| 32                                                                      | 31 décembre  | Orlando        | V 112-107 | Kevin Durant (31)   | Jusuf Nurkić (13)   | Booker, Durant (5)  | Footprint Center 17 071 | 17 - 15 |
| *Matchs comptant pour la phase finale du NBA In-Season Tournament 2023. |              |                |           |                     |                     |                     |                         |         |

| Match | Date match  | Équipe                | Score     | Meilleur marqueur  | Meilleur rebondeur | Meilleur passeur   | Lieux Spectateurs               | Série   |
| ----- | ----------- | --------------------- | --------- | ------------------ | ------------------ | ------------------ | ------------------------------- | ------- |
| 33    | 1er janvier | Portland              | V 109-88  | Bradley Beal (21)  | Bol Bol (9)        | Devin Booker (6)   | Footprint Center 17 071         | 18 - 15 |
| 34    | 3 janvier   | L.A. Clippers         | D 122-131 | Devin Booker (35)  | Jusuf Nurkić (6)   | Devin Booker (6)   | Footprint Center 17 071         | 18 - 16 |
| 35    | 5 janvier   | Miami                 | V 113-97  | Grayson Allen (31) | Jusuf Nurkić (9)   | Devin Booker (10)  | Footprint Center 17 071         | 19 - 16 |
| 36    | 7 janvier   | Memphis               | D 115-121 | Devin Booker (24)  | Jusuf Nurkić (19)  | Devin Booker (8)   | Footprint Center 17 071         | 19 - 17 |
| 37    | 8 janvier   | @ L.A. Clippers       | D 111-138 | Kevin Durant (30)  | Kevin Durant (7)   | Devin Booker (5)   | Crypto.com Arena 19 370         | 19 - 18 |
| 38    | 11 janvier  | @ L.A. Lakers         | V 127-109 | Bradley Beal (37)  | Jusuf Nurkić (12)  | Booker, Durant (5) | Crypto.com Arena 18 416         | 20 - 18 |
| 39    | 14 janvier  | @ Portland            | V 127-116 | Devin Booker (34)  | Jusuf Nurkić (13)  | Devin Booker (7)   | Moda Center 18 071              | 21 - 18 |
| 40    | 16 janvier  | Sacramento            | V 119-117 | Grayson Allen (29) | Jusuf Nurkić (15)  | Devin Booker (11)  | Footprint Center 17 071         | 22 - 18 |
| 41    | 19 janvier  | @ La Nouvelle-Orléans | V 123-109 | Devin Booker (52)  | Jusuf Nurkić (15)  | Jusuf Nurkić (9)   | Smoothie King Center 18 686     | 23 - 18 |
| 42    | 21 janvier  | Indiana               | V 117-110 | Kevin Durant (40)  | Jusuf Nurkić (13)  | Devin Booker (8)   | Footprint Center 17 071         | 24 - 18 |
| 43    | 22 janvier  | Chicago               | V 115-113 | Kevin Durant (43)  | Drew Eubanks (8)   | Kevin Durant (8)   | Footprint Center 17 071         | 25 - 18 |
| 44    | 24 janvier  | @ Dallas              | V 132-109 | Devin Booker (46)  | Kevin Durant (10)  | Beal, Durant (7)   | American Airlines Center 20 202 | 26 - 18 |
| 45    | 26 janvier  | @ Indiana             | D 131-133 | Devin Booker (62)  | Kevin Durant (7)   | Kevin Durant (6)   | Gainbridge Fieldhouse 17 274    | 26 - 19 |
| 46    | 28 janvier  | @ Orlando             | D 98-113  | Devin Booker (44)  | Drew Eubanks (8)   | Bradley Beal (6)   | Kia Center 18 823               | 26 - 20 |
| 47    | 29 janvier  | @ Miami               | V 118-105 | Eric Gordon (23)   | Trois joueurs (8)  | Trois joueurs (7)  | Kaseya Center 19 600            | 27 - 20 |
| 48    | 31 janvier  | @ Brooklyn            | V 136-120 | Kevin Durant (33)  | Jusuf Nurkić (11)  | Beal, Booker (8)   | Barclays Center 17 732          | 28 - 20 |

| Match                  | Date match | Équipe         | Score     | Meilleur marqueur | Meilleur rebondeur | Meilleur passeur   | Lieux Spectateurs               | Série   |
| ---------------------- | ---------- | -------------- | --------- | ----------------- | ------------------ | ------------------ | ------------------------------- | ------- |
| 49                     | 2 février  | @ Atlanta      | D 120-129 | Kevin Durant (35) | Jusuf Nurkić (9)   | Bradley Beal (10)  | State Farm Arena 16 536         | 28 - 21 |
| 50                     | 4 février  | @ Washington   | V 140-112 | Bradley Beal (43) | Jusuf Nurkić (13)  | Jusuf Nurkić (8)   | Capital One Arena 16 984        | 29 - 21 |
| 51                     | 6 février  | Milwaukee      | V 114-106 | Devin Booker (32) | Trois joueurs (10) | Booker, Nurkić (4) | Footprint Center 17 071         | 30 - 21 |
| 52                     | 8 février  | Utah           | V 129-115 | Kevin Durant (31) | Durant, Nurkić (8) | Grayson Allen (14) | Footprint Center 17 071         | 31 - 21 |
| 53                     | 10 février | @ Golden State | D 112-113 | Devin Booker (32) | Kevin Durant (10)  | Kevin Durant (7)   | Chase Center 18 064             | 31 - 22 |
| 54                     | 13 février | Sacramento     | V 130-125 | Kevin Durant (28) | Kevin Durant (11)  | Devin Booker (9)   | Footprint Center 17 071         | 32 - 22 |
| 55                     | 14 février | Détroit        | V 116-100 | Kevin Durant (25) | Jusuf Nurkić (13)  | Jusuf Nurkić (7)   | Footprint Center 17 071         | 33 - 22 |
| NBA All-Star Game 2024 |            |                |           |                   |                    |                    |                                 |         |
| 56                     | 22 février | @ Dallas       | D 113-123 | Devin Booker (35) | Royce O'Neale (9)  | Devin Booker (8)   | American Airlines Center 20 377 | 33 - 23 |
| 57                     | 23 février | @ Houston      | D 110-114 | Kevin Durant (28) | Bol Bol (14)       | Kevin Durant (8)   | Toyota Center 18 055            | 33 - 24 |
| 58                     | 25 février | L.A. Lakers    | V 123-113 | Kevin Durant (22) | Jusuf Nurkić (22)  | Devin Booker (9)   | Footprint Center 17 071         | 34 - 24 |
| 59                     | 29 février | Houston        | V 110-105 | Devin Booker (35) | Jusuf Nurkić (13)  | Royce O'Neale (7)  | Footprint Center 17 071         | 35 - 24 |

| Match | Date match | Équipe          | Score          | Meilleur marqueur  | Meilleur rebondeur   | Meilleur passeur   | Lieux Spectateurs                 | Série   |
| ----- | ---------- | --------------- | -------------- | ------------------ | -------------------- | ------------------ | --------------------------------- | ------- |
| 60    | 2 mars     | Houston         | D 109-118      | Kevin Durant (30)  | Nurkić, O'Neale (10) | Booker, Nurkić (5) | Footprint Center 17 071           | 35 - 25 |
| 61    | 3 mars     | Oklahoma City   | D 110-118      | Bradley Beal (31)  | Jusuf Nurkić (31)    | Bradley Beal (6)   | Footprint Center 17 071           | 35 - 26 |
| 62    | 5 mars     | @ Denver        | V 117-107 (OT) | Kevin Durant (35)  | Jusuf Nurkić (12)    | Trois joueurs (6)  | Ball Arena 19 589                 | 36 - 26 |
| 63    | 7 mars     | Toronto         | V 120-113      | Kevin Durant (35)  | Jusuf Nurkić (14)    | Bradley Beal (8)   | Footprint Center 17 071           | 37 - 26 |
| 64    | 9 mars     | Boston          | D 107-117      | Kevin Durant (45)  | Jusuf Nurkić (11)    | Kevin Durant (6)   | Footprint Center 17 071           | 37 - 27 |
| 65    | 11 mars    | @ Cleveland     | V 117-111      | Kevin Durant (37)  | Durant, Nurkić (8)   | Devin Booker (7)   | Rocket Mortgage FieldHouse 19 432 | 38 - 27 |
| 66    | 14 mars    | @ Boston        | D 112-127      | Devin Booker (23)  | Jusuf Nurkić (20)    | Beal, Booker (7)   | TD Garden 19 156                  | 38 - 28 |
| 67    | 15 mars    | @ Charlotte     | V 107-96       | Devin Booker (21)  | Jusuf Nurkić (21)    | Devin Booker (11)  | Spectrum Center 18 613            | 39 - 28 |
| 68    | 17 mars    | @ Milwaukee     | D 129-140      | Bradley Beal (28)  | Durant, Booker (9)   | Grayson Allen (8)  | Fiserv Forum 18 613               | 39 - 29 |
| 69    | 20 mars    | Philadelphie    | V 115-102      | Grayson Allen (32) | Jusuf Nurkić (15)    | Devin Booker (11)  | Footprint Center 17 071           | 40 - 29 |
| 70    | 21 mars    | Atlanta         | V 128-115      | Devin Booker (30)  | Jusuf Nurkić (10)    | Bradley Beal (9)   | Footprint Center 17 071           | 41 - 29 |
| 71    | 23 mars    | @ San Antonio   | V 131-106      | Devin Booker (32)  | Jusuf Nurkić (10)    | Bradley Beal (12)  | Footprint Center 18 354           | 42 - 29 |
| 72    | 25 mars    | @ San Antonio   | D 102-104      | Devin Booker (36)  | Jusuf Nurkić (9)     | Beal, Durant (6)   | Footprint Center 18 044           | 42 - 30 |
| 73    | 27 mars    | @ Denver        | V 104-97       | Kevin Durant (30)  | Kevin Durant (13)    | Devin Booker (9)   | Ball Arena 19 827                 | 43 - 30 |
| 74    | 29 mars    | @ Oklahoma City | D 103-128      | Kevin Durant (26)  | Grayson Allen (9)    | Allen, Booker (5)  | Paycom Center 18 203              | 43 - 31 |

| Match | Date match | Équipe                | Score     | Meilleur marqueur  | Meilleur rebondeur | Meilleur passeur  | Lieux Spectateurs           | Série   |
| ----- | ---------- | --------------------- | --------- | ------------------ | ------------------ | ----------------- | --------------------------- | ------- |
| 75    | 1er avril  | @ La Nouvelle-Orléans | V 124-111 | Devin Booker (52)  | Jusuf Nurkić (19)  | Devin Booker (9)  | Smoothie King Center 17 753 | 44 - 31 |
| 76    | 3 avril    | Cleveland             | V 122-101 | Devin Booker (40)  | Jusuf Nurkić (10)  | Devin Booker (8)  | Footprint Center 17 071     | 45 - 31 |
| 77    | 5 avril    | Minnesota             | V 97-87   | Grayson Allen (23) | Jusuf Nurkić (15)  | Devin Booker (13) | Footprint Center 17 071     | 46 - 31 |
| 78    | 7 avril    | La Nouvelle-Orléans   | D 105-113 | Bradley Beal (33)  | Jusuf Nurkić (10)  | Devin Booker (7)  | Footprint Center 17 071     | 46 - 32 |
| 79    | 9 avril    | L.A. Clippers         | D 92-105  | Kevin Durant (21)  | Royce O'Neale (11) | Devin Booker (5)  | Footprint Center 17 071     | 46 - 33 |
| 80    | 10 avril   | @ L.A. Clippers       | V 124-108 | Devin Booker (37)  | Jusuf Nurkić (19)  | Jusuf Nurkić (10) | Crypto.com Arena 19 370     | 47 - 33 |
| 81    | 12 avril   | @ Sacramento          | V 108-107 | Kevin Durant (28)  | Jusuf Nurkić (10)  | Devin Booker (6)  | Golden 1 Center 17 832      | 48 - 33 |
| 82    | 14 avril   | @ Minnesota           | V 125-106 | Bradley Beal (36)  | Allen, Beal (6)    | Jusuf Nurkić (8)  | Target Center 18 024        | 48 - 33 |

### Playoffs
| Playoffs Total: 0-4 (Domicile : 0-2; Extérieur : 0-2) |

| Match | Date match | Équipe      | Score     | Meilleur marqueur | Meilleur rebondeur | Meilleur passeur | Lieux Spectateurs       | Série |
| ----- | ---------- | ----------- | --------- | ----------------- | ------------------ | ---------------- | ----------------------- | ----- |
| 1     | 20 avril   | @ Minnesota | D 95-120  | Kevin Durant (31) | Kevin Durant (7)   | Bradley Beal (6) | Target Center 19 478    | 0 - 1 |
| 2     | 23 avril   | @ Minnesota | D 93-105  | Devin Booker (20) | Jusuf Nurkić (14)  | Bradley Beal (6) | Target Center 19 310    | 0 - 2 |
| 3     | 26 avril   | Minnesota   | D 109-126 | Bradley Beal (28) | Jusuf Nurkić (7)   | Devin Booker (8) | Footprint Center 17 071 | 0 - 3 |
| 4     | 28 avril   | Minnesota   | D 116-122 | Devin Booker (49) | Kevin Durant (9)   | Devin Booker (6) | Footprint Center 17 071 | 0 - 4 |

### Confrontations en saison régulière
| Conférence Est      | Conférence Est                              | Conférence Est                              | Conférence Ouest                            | Conférence Ouest                            | Conférence Ouest                            | Conférence Ouest                            | Conférence Ouest                            | Conférence Ouest                            | Conférence Ouest                            |
| Division Atlantique | Division Atlantique                         | Division Atlantique                         | Division Nord-Ouest                         | Division Nord-Ouest                         | Division Nord-Ouest                         | Division Nord-Ouest                         | Division Nord-Ouest                         | Division Nord-Ouest                         | Division Nord-Ouest                         |
| Équipe              | Domicile                                    | Extérieur                                   | Équipe                                      | Domicile                                    | Domicile                                    | Domicile                                    | Extérieur                                   | Extérieur                                   | Extérieur                                   |
| ------------------- | ------------------------------------------- | ------------------------------------------- | ------------------------------------------- | ------------------------------------------- | ------------------------------------------- | ------------------------------------------- | ------------------------------------------- | ------------------------------------------- | ------------------------------------------- |
| Boston              | 107-117                                     | 112-127                                     | Denver                                      | 111-119                                     |                                             |                                             | 117-107 (OT)                                | 104-97                                      |                                             |
| Brooklyn            | 112-116                                     | 136-120                                     | Minnesota                                   | 133-115                                     | 97-87                                       |                                             | 125-106                                     |                                             |                                             |
| New York            | 122-139                                     | 116-113                                     | Oklahoma City                               | 99-111                                      | 110-118                                     |                                             | 103-128                                     |                                             |                                             |
| Philadelphie        | 115-102                                     | 100-112                                     | Portland                                    | 120-107                                     | 109-88                                      |                                             | 104-109                                     | 127-116                                     |                                             |
| Toronto             | 120-113                                     | 105-112                                     | Utah                                        | 126-104                                     | 129-115                                     |                                             | 131-128                                     | 140-137 (2OT)                               |                                             |
| Division            | 4-6 (Domicile : 2-3; Extérieur : 2-3)       | 4-6 (Domicile : 2-3; Extérieur : 2-3)       | Division                                    | 12-5 (Domicile : 6-3; Extérieur : 6-2)      | 12-5 (Domicile : 6-3; Extérieur : 6-2)      | 12-5 (Domicile : 6-3; Extérieur : 6-2)      | 12-5 (Domicile : 6-3; Extérieur : 6-2)      | 12-5 (Domicile : 6-3; Extérieur : 6-2)      | 12-5 (Domicile : 6-3; Extérieur : 6-2)      |
| Division Centrale   | Division Centrale                           | Division Centrale                           | Division Pacifique                          | Division Pacifique                          | Division Pacifique                          | Division Pacifique                          | Division Pacifique                          | Division Pacifique                          | Division Pacifique                          |
| Équipe              | Domicile                                    | Extérieur                                   | Équipe                                      | Domicile                                    | Domicile                                    | Domicile                                    | Extérieur                                   | Extérieur                                   | Extérieur                                   |
| Chicago             | 115-113                                     | 116-115 (OT)                                | Golden State                                | 123-115                                     | 119-116                                     |                                             | 108-104                                     | 112-113                                     |                                             |
| Cleveland           | 122-101                                     | 117-111                                     | L.A. Clippers                               | 122-131                                     | 92-105                                      |                                             | 111-138                                     | 124-108                                     |                                             |
| Detroit             | 116-100                                     | 120-106                                     | L.A. Lakers                                 | 119-122                                     | 123-113                                     |                                             | 95-100                                      | 103-106                                     | 127-109                                     |
| Indiana             | 117-110                                     | 131-133                                     |                                             |                                             |                                             |                                             |                                             |                                             |                                             |
| Milwaukee           | 114-106                                     | 129-140                                     | Sacramento                                  | 106-114                                     | 119-117                                     | 130-125                                     | 105-120                                     | 108-107                                     |                                             |
| Division            | 8-2 (Domicile : 5-0; Extérieur : 3-2)       | 8-2 (Domicile : 5-0; Extérieur : 3-2)       | Division                                    | 9-9 (Domicile : 5-4; Extérieur : 4-5)       | 9-9 (Domicile : 5-4; Extérieur : 4-5)       | 9-9 (Domicile : 5-4; Extérieur : 4-5)       | 9-9 (Domicile : 5-4; Extérieur : 4-5)       | 9-9 (Domicile : 5-4; Extérieur : 4-5)       | 9-9 (Domicile : 5-4; Extérieur : 4-5)       |
| Division Sud-Est    | Division Sud-Est                            | Division Sud-Est                            | Division Sud-Ouest                          | Division Sud-Ouest                          | Division Sud-Ouest                          | Division Sud-Ouest                          | Division Sud-Ouest                          | Division Sud-Ouest                          | Division Sud-Ouest                          |
| Équipe              | Domicile                                    | Extérieur                                   | Équipe                                      | Domicile                                    | Domicile                                    | Domicile                                    | Extérieur                                   | Extérieur                                   | Extérieur                                   |
| Atlanta             | 128-115                                     | 120-129                                     | Dallas                                      | 114-128                                     |                                             |                                             | 132-109                                     | 113-123                                     |                                             |
| Charlotte           | 133-119                                     | 107-96                                      | Houston                                     | 110-105                                     | 109-118                                     |                                             | 129-113                                     | 110-114                                     |                                             |
| Miami               | 113-97                                      | 118-105                                     | Memphis                                     | 116-109                                     | 115-121                                     |                                             | 110-89                                      |                                             |                                             |
| Orlando             | 112-107                                     | 98-113                                      | New Orleans                                 | 105-113                                     |                                             |                                             | 123-109                                     | 124-111                                     |                                             |
| Washington          | 112-108                                     | 140-112                                     | San Antonio                                 | 114-115                                     | 121-132                                     |                                             | 131-106                                     | 102-104                                     |                                             |
| Division            | 8-2 (Domicile : 5-0; Extérieur : 3-2)       | 8-2 (Domicile : 5-0; Extérieur : 3-2)       | Division                                    | 8-9 (Domicile : 2-6; Extérieur : 6-3)       | 8-9 (Domicile : 2-6; Extérieur : 6-3)       | 8-9 (Domicile : 2-6; Extérieur : 6-3)       | 8-9 (Domicile : 2-6; Extérieur : 6-3)       | 8-9 (Domicile : 2-6; Extérieur : 6-3)       | 8-9 (Domicile : 2-6; Extérieur : 6-3)       |
| Conférence          | 19-10 (Domicile : 12-3; Extérieur : 7-7)    | 19-10 (Domicile : 12-3; Extérieur : 7-7)    | Conférence                                  | 30-23 (Domicile : 13-13; Extérieur : 17-10) | 30-23 (Domicile : 13-13; Extérieur : 17-10) | 30-23 (Domicile : 13-13; Extérieur : 17-10) | 30-23 (Domicile : 13-13; Extérieur : 17-10) | 30-23 (Domicile : 13-13; Extérieur : 17-10) | 30-23 (Domicile : 13-13; Extérieur : 17-10) |
| Total               | 49-33 (Domicile : 25-16; Extérieur : 24-17) | 49-33 (Domicile : 25-16; Extérieur : 24-17) | 49-33 (Domicile : 25-16; Extérieur : 24-17) | 49-33 (Domicile : 25-16; Extérieur : 24-17) | 49-33 (Domicile : 25-16; Extérieur : 24-17) | 49-33 (Domicile : 25-16; Extérieur : 24-17) | 49-33 (Domicile : 25-16; Extérieur : 24-17) | 49-33 (Domicile : 25-16; Extérieur : 24-17) | 49-33 (Domicile : 25-16; Extérieur : 24-17) |

## Classements

### Saison régulière
| Conférence Ouest | Conférence Ouest                    | Conférence Ouest | Conférence Ouest | Conférence Ouest | Conférence Ouest | Conférence Ouest | Conférence Ouest |
| No               | Franchise                           | Vic.             | Def.             | MJ               | V/D              | GB               |                  |
| ---------------- | ----------------------------------- | ---------------- | ---------------- | ---------------- | ---------------- | ---------------- | ---------------- |
| 1                | c - Thunder d'Oklahoma City         | 57               | 25               | 82               | .695             | -                |                  |
| 2                | x - Nuggets de Denver               | 57               | 25               | 82               | .695             | -                |                  |
| 3                | x - Timberwolves du Minnesota       | 56               | 26               | 82               | .683             | 1                |                  |
| 4                | y - Clippers de Los Angeles         | 51               | 31               | 82               | .622             | 6                |                  |
| 5                | y - Mavericks de Dallas             | 50               | 32               | 82               | .610             | 7                |                  |
| 6                | x - Suns de Phoenix                 | 49               | 33               | 82               | .598             | 8                |                  |
|                  |                                     |                  |                  |                  |                  |                  |                  |
| 7                | x - Pelicans de La Nouvelle-Orléans | 49               | 33               | 82               | .598             | 8                |                  |
| 8                | x - Lakers de Los Angeles           | 47               | 35               | 82               | .573             | 10               |                  |
| 9                | pi - Kings de Sacramento            | 46               | 36               | 82               | .561             | 11               |                  |
| 10               | pi - Warriors de Golden State       | 46               | 36               | 82               | .561             | 11               |                  |
|                  |                                     |                  |                  |                  |                  |                  |                  |
| 11               | o - Rockets de Houston              | 41               | 41               | 82               | .500             | 16               |                  |
| 12               | o - Jazz de l'Utah                  | 31               | 51               | 82               | .378             | 26               |                  |
| 13               | o - Grizzlies de Memphis            | 27               | 55               | 82               | .329             | 30               |                  |
| 14               | o - Spurs de San Antonio            | 22               | 60               | 82               | .268             | 35               |                  |
| 15               | o - Trail Blazers de Portland       | 21               | 61               | 82               | .256             | 36               |                  |

| Division Pacifique            | V  | D  | MJ | V/D  | GB | Dom   | Ext   | Div  |
| ----------------------------- | -- | -- | -- | ---- | -- | ----- | ----- | ---- |
| y - Clippers de Los Angeles   | 51 | 31 | 82 | .622 | –  | 25-16 | 26-15 | 9-7  |
| x - Suns de Phoenix           | 49 | 33 | 82 | .598 | 2  | 25-16 | 24-17 | 9-9  |
| x - Lakers de Los Angeles     | 47 | 35 | 82 | .573 | 4  | 28-14 | 19-21 | 7-10 |
| pi - Kings de Sacramento      | 46 | 36 | 82 | .561 | 5  | 24-17 | 22-19 | 10-7 |
| pi - Warriors de Golden State | 46 | 36 | 82 | .561 | 5  | 21-20 | 25-16 | 7-9  |

### NBA In-Season Tournament
| Rang | Équipe                    | Pts | J | G | P | Pp  | Pc  | Diff |
| ---- | ------------------------- | --- | - | - | - | --- | --- | ---- |
| 1    | Lakers de Los Angeles     | 8   | 4 | 4 | 0 | 494 | 420 | 74   |
| 2    | Suns de Phoenix           | 7   | 4 | 3 | 1 | 480 | 446 | 34   |
| 3    | Jazz de l'Utah            | 6   | 4 | 2 | 2 | 469 | 482 | -13  |
| 4    | Trail Blazers de Portland | 5   | 4 | 1 | 3 | 416 | 455 | -39  |
| 5    | Grizzlies de Memphis      | 4   | 4 | 0 | 4 | 430 | 486 | -56  |

|  | Quarts de finale                   | Quarts de finale                | Quarts de finale                | Quarts de finale                |                       |                       | Demi-finales           | Demi-finales           | Demi-finales           | Demi-finales           |  |  | Finale                 | Finale                 | Finale                 | Finale                 |
|  |                                    |                                 |                                 |                                 |                       |                       |                        |                        |                        |                        |  |  |                        |                        |                        |                        |
|  | 5 décembre 2023 – Milwaukee, WI    | 5 décembre 2023 – Milwaukee, WI | 5 décembre 2023 – Milwaukee, WI | 5 décembre 2023 – Milwaukee, WI |                       |                       | 7 décembre – Las Vegas | 7 décembre – Las Vegas | 7 décembre – Las Vegas | 7 décembre – Las Vegas |  |  | 9 décembre – Las Vegas | 9 décembre – Las Vegas | 9 décembre – Las Vegas | 9 décembre – Las Vegas |
|  | 5 décembre 2023 – Milwaukee, WI    | 5 décembre 2023 – Milwaukee, WI | 5 décembre 2023 – Milwaukee, WI | 5 décembre 2023 – Milwaukee, WI |                       |                       | 7 décembre – Las Vegas | 7 décembre – Las Vegas | 7 décembre – Las Vegas | 7 décembre – Las Vegas |  |  | 9 décembre – Las Vegas | 9 décembre – Las Vegas | 9 décembre – Las Vegas | 9 décembre – Las Vegas |
|  | Bucks de Milwaukee                 | Bucks de Milwaukee              | 146                             | 146                             |                       |                       | 7 décembre – Las Vegas | 7 décembre – Las Vegas | 7 décembre – Las Vegas | 7 décembre – Las Vegas |  |  | 9 décembre – Las Vegas | 9 décembre – Las Vegas | 9 décembre – Las Vegas | 9 décembre – Las Vegas |
|  | Bucks de Milwaukee                 | Bucks de Milwaukee              | 146                             | 146                             |                       |                       | 7 décembre – Las Vegas | 7 décembre – Las Vegas | 7 décembre – Las Vegas | 7 décembre – Las Vegas |  |  | 9 décembre – Las Vegas | 9 décembre – Las Vegas | 9 décembre – Las Vegas | 9 décembre – Las Vegas |
|  | Knicks de New York                 | Knicks de New York              | 122                             | 122                             |                       |                       | 7 décembre – Las Vegas | 7 décembre – Las Vegas | 7 décembre – Las Vegas | 7 décembre – Las Vegas |  |  | 9 décembre – Las Vegas | 9 décembre – Las Vegas | 9 décembre – Las Vegas | 9 décembre – Las Vegas |
|  | Knicks de New York                 | Knicks de New York              | 122                             | 122                             | Bucks de Milwaukee    | Bucks de Milwaukee    | 119                    | 119                    |                        |                        |  |  | 9 décembre – Las Vegas | 9 décembre – Las Vegas | 9 décembre – Las Vegas | 9 décembre – Las Vegas |
|  | 4 décembre 2023 – Indianapolis, IN |                                 |                                 |                                 | Bucks de Milwaukee    | Bucks de Milwaukee    | 119                    | 119                    |                        |                        |  |  | 9 décembre – Las Vegas | 9 décembre – Las Vegas | 9 décembre – Las Vegas | 9 décembre – Las Vegas |
|  |                                    |                                 | Pacers de l'Indiana             | Pacers de l'Indiana             | 128                   | 128                   |                        |                        |                        |                        |  |  | 9 décembre – Las Vegas | 9 décembre – Las Vegas | 9 décembre – Las Vegas | 9 décembre – Las Vegas |
|  | Pacers de l'Indiana                | Pacers de l'Indiana             | Pacers de l'Indiana             | Pacers de l'Indiana             | 128                   | 128                   | 122                    | 122                    |                        |                        |  |  | 9 décembre – Las Vegas | 9 décembre – Las Vegas | 9 décembre – Las Vegas | 9 décembre – Las Vegas |
|  | Pacers de l'Indiana                | Pacers de l'Indiana             | 7 décembre – Las Vegas          |                                 |                       |                       | 122                    | 122                    |                        |                        |  |  | 9 décembre – Las Vegas | 9 décembre – Las Vegas | 9 décembre – Las Vegas | 9 décembre – Las Vegas |
|  | Celtics de Boston                  | Celtics de Boston               | 112                             | 112                             |                       |                       |                        |                        |                        |                        |  |  | 9 décembre – Las Vegas | 9 décembre – Las Vegas | 9 décembre – Las Vegas | 9 décembre – Las Vegas |
|  | Celtics de Boston                  | Celtics de Boston               | 112                             | 112                             | Pacers de l'Indiana   | Pacers de l'Indiana   | 109                    | 109                    |                        |                        |  |  |                        |                        |                        |                        |
|  | 5 décembre 2023 – Los Angeles, CA  |                                 |                                 |                                 | Pacers de l'Indiana   | Pacers de l'Indiana   | 109                    | 109                    |                        |                        |  |  |                        |                        |                        |                        |
|  |                                    |                                 | Lakers de Los Angeles           | Lakers de Los Angeles           | 123                   | 123                   |                        |                        |                        |                        |  |  |                        |                        |                        |                        |
|  | Lakers de Los Angeles              | Lakers de Los Angeles           | Lakers de Los Angeles           | Lakers de Los Angeles           | 123                   | 123                   | 106                    | 106                    |                        |                        |  |  |                        |                        |                        |                        |
|  | Lakers de Los Angeles              | Lakers de Los Angeles           |                                 |                                 |                       |                       |                        |                        |                        |                        |  |  |                        |                        |                        |                        |
|  | Suns de Phoenix                    | Suns de Phoenix                 | 103                             | 103                             |                       |                       |                        |                        |                        |                        |  |  |                        |                        |                        |                        |
|  | Suns de Phoenix                    | Suns de Phoenix                 | 103                             | 103                             | Lakers de Los Angeles | Lakers de Los Angeles | 133                    | 133                    |                        |                        |  |  |                        |                        |                        |                        |
|  | 4 décembre 2023 – Sacramento, CA   |                                 |                                 |                                 | Lakers de Los Angeles | Lakers de Los Angeles | 133                    | 133                    |                        |                        |  |  |                        |                        |                        |                        |
|  |                                    |                                 | Pelicans de La Nouvelle-Orléans | Pelicans de La Nouvelle-Orléans | 89                    | 89                    |                        |                        |                        |                        |  |  |                        |                        |                        |                        |
|  | Kings de Sacramento                | Kings de Sacramento             | Pelicans de La Nouvelle-Orléans | Pelicans de La Nouvelle-Orléans | 89                    | 89                    | 117                    | 117                    |                        |                        |  |  |                        |                        |                        |                        |
|  | Kings de Sacramento                | Kings de Sacramento             |                                 |                                 |                       |                       |                        | 117                    |                        |                        |  |  |                        |                        |                        |                        |
|  | Pelicans de La Nouvelle-Orléans    | Pelicans de La Nouvelle-Orléans | 127                             | 127                             |                       |                       |                        |                        |                        |                        |  |  |                        |                        |                        |                        |
|  | Pelicans de La Nouvelle-Orléans    | Pelicans de La Nouvelle-Orléans | 127                             | 127                             |                       |                       |                        |                        |                        |                        |  |  |                        |                        |                        |                        |
|  |                                    |                                 |                                 |                                 |                       |                       |                        |                        |                        |                        |  |  |                        |                        |                        |                        |